# Bryconops melanurus
Bryconops melanurus es una especie de peces de la familia Characidae en el orden de los Characiformes.

## Morfología
Los machos pueden llegar alcanzar los 12 cm de longitud total.

## Hábitat
Vive en zonas de clima tropical entre 23 °C - 26 °C de temperatura.

## Alimentación
Come insectos.

## Distribución geográfica
Se encuentran en Sudamérica: ríos costeros de las Guayanas.